# Бобринский, Андрей Александрович
Граф Андре́й Алекса́ндрович Бо́бринский (Бо́бринской) (30 апреля [12 мая] 1859, Царское Село — 17 октября 1930, Париж) — русский чиновник, удостоенный придворных званий камер-юнкера (1884) и камергера (1901), автор романсов и духовно-музыкальных сочинений для хора. Действительный статский советник (1904).

## Биография
Происходил из первой линии рода Бобринских. Был четвёртым сыном графа Александра Алексеевича Бобринского и графини Софьи Андреевны Шуваловой, праправнук императрицы Екатерины II и её фаворита Г. Г. Орлова. Имел четырёх братьев: Алексея, Владимира, Александра и Георгия.
В 1880 году окончил историко-филологический факультет Санкт-Петербургского университета. В 1887 году поступил на службу в Министерство народного просвещения. С 1888 года сотрудник в канцелярии Государственного совета, с 1893 года помощник статс-секретаря по отделению промышленности, науки и торговли.
С 1901 года имел звание камергера. В 1906—1907 годах попечитель Санкт-Петербургского учебного округа. В 1910-х годах был председателем Всероссийского союза сахарозаводчиков и одновременно членом Совета съезда представителей промышленности и торговли. Представитель комитета для вспомоществования при миссии США в Петербурге. Почётный попечитель Черкасской прогимназии, почётный мировой судья Черкасского уезда Киевской губернии.
В 1909—1915 годах — член Государственного совета по выборам от землевладельцев Киевской губернии.
После революции 1917 года эмигрировал, с 1918 года жил в Париже. Был членом Главного управления Российского общества Красного Креста (РОКК), председателем Комитета помощи русским беженцам. Член комитета Российского торгово-промышленного и финансового союза. В 1926 году делегат Российского Зарубежного съезда в Париже от Франции.
Скончался в Париже 17 октября 1930 года.

## Творчество
Граф Андрей Александрович публиковался в журнале Министерства народного просвещения, Записках романо-германского отделения Филологического общества и «Русском вестнике». Его перу принадлежат также две книги — «Jeu d’amour: Франц. гадальная книга XV в.» (СПб., 1886) и «Из эпохи зарождения христианства: Свидетельства нехристианских писателей I и II вв. о Господе нашем Иисусе Христе и христианах» (П., 1929. Переиздана М., Изд-во Свято-Тихонов. богослов. ин-та, 1995).
В 1890 году граф Бобринский опубликовал в Санкт-Петербурге сборник «12 романсов и песен: для пения с фортепиано: № 1-12» на стихи русских поэтов, включавший произведения С. Надсона «Им казалось», графа А. Толстого «День бледнел», графа П. Бутурлина «Сегодня, милая, колосья зацвели», И. Алеванова «Не говори: душа устала», графа А. Голенищева-Кутузова «Душа моя полна», К. Р. «Пусть эта книга священная»,М. Ю. Лермонтова «У ног других не забывал», «Расстались мы», А. С. Пушкина «Я ехал к вам», «Гречанке», «Играй, Адель» и «Не пой, красавица». Им же были написаны романсы: «Если б я только знал» (слова В. Мятлева), «Нет, жить ещё ты не устала» (слова гр. П. Бутурлина), «До лучших дней» (слова М. Лермонтова).
В конце 1890 — начале 1900 годов им был написан ряд духовно-музыкальных сочинений для смешанного хора: «Ныне силы небесныя» (1895), «Милость мира и Достойно есть» № 1 (1895), «Милость мира и Достойно есть» № 2 (1896), «Херувимская» № 1 в 2 редакциях (1897 и 1900), «Херувимская» № 2 (1900 и 1902 — 2 самостоятельных произведения), «Херувимская» № 3 в 2 редакциях (1897 и 1900).

## Семья
Жена (с 16.09.1881) — графиня Елена Петровна Шувалова (11.08.1864, Швейцария—28.07.1932), фрейлина двора (22.07.1881), дочь графа Петра Павловича Шувалова от его брака с Софьей Львовной Нарышкиной, внучкой знаменитой Ольги Потоцкой. До эмиграции жила в Санкт-Петербурге и состояла председательницей санаторного отделения Петроградского общества борьбы с бугорчаткой. Умерла в Париже. В браке родились:
- София (23.05.1882, Карлсруэ—1936) — с 1912 года супруг — Александр Алексеевич Абаза (1887—1943);
- Елена (1885—1937) — с 1905 до 1916 годы супруг — Дмитрий Александрович Оболенский (1882—1964), с 1916 по 1922 — Сергей Бутурлин (1885—?), с 1924 года — Эдуард де Фе (1894—1951);
- Александр (1887—1919) — с 1919 года женат на Марии Луизе Задора;
- Пётр (1899—1962) — поэт, журналист, участник парижского литературного объединения «Перекрёсток»[2]; с 1918 года женат на княжне Марии Юрьевне Трубецкой.

## Награды
- Орден Святого Станислава 1-й степени[1].
- Орден Святого Владимира 3-й степени[9]
- орден Святого Владимира 4-й степени[5];
- Орден Святой Анны 2-й степени;
- Им. серебряная медаль в память царствования императора Александра III;
- Медаль в память коронации 1896 года,
- Им. знак отличия Красного Креста.

## В искусстве
- Изображён на картине И. Репина «Торжественное заседание Государственного совета 7 мая 1901 года».